# Považská Bystrica
 Ovo je glavno značenje pojma Považská Bystrica. Za Okrug pogledajte Okrug Považská Bystrica.
Považská Bystrica (njem. Waagbistritz, mađ. Vágbeszterce) grad je u sjeverozapadnoj Slovačkoj u Trenčinskom kraju. Grad je upravno središte Okruga Považská Bystrica.

## Zemljopis
Danas za većinu Slovaka Považská Bystrica predstavlja mjesto poznato po prometnim gužvama zbog položaja na važnoj trasi između Bratislave i Žiline. Početkom 21. stoljeća neuspješno se pregovaralo o izgradnji nove dionice autoceste D1. Današnje je stanje takvo da se autocesta prekida na otprilike 5 km ispred grada i nastavlja 5 km poslije izlaza iz grada.
S druge strane, Považská Bystrica nalazi se u izuzetnom prirodnom okruženju. Nalazi se između dva planinska lanca Strážovské vrchy i Javorníky. Panoramom grada dominira vrh Sulovskih stjena - Veľký Manín (890 m) koji se vidi iz gotovo svih dijelova grada. Između Velikog Manina i Malog Manina nalazi se Manínski tijesnac. U blizini Považske Bystrice nalaze se i jedne od najpoznatijih slovačkih toplica Rajecké Teplice.

## Povijest
Prvi pisani izvor u kojem se spominje grad datira iz 1316. godine i vezan je uz ime Matúša Čáka, srednjovjekovnog mađarskog veleposjednika. Sljedeće spominjanje je 13. srpnja 1330. godine. Pod naletom Husita grad je spaljen 1432. godine. Povijest naselja usko je povezana s obližnjim dvorcem Bistrica (ili Povaški) koji je izgrađen u 13. stoljeću. Najpoznatiji vlasnici su bili vitezovi Jan i Rafael Podmanicki. Obitelj Podmanicki je zavladala gradom 1458. godine kada je kralj Matija Korvin poklonio dvorac, grad i 16 okolnih sela Ladislavu Podmanickom. U periodu vladavine Podmanickih koji je trajao oko 100 godina grad je zabilježio veliki uspon.
Naredno stoljeće je bilo teško i za grad i za regiju. Grad je poharan više puta od strane Mađara. Najznačajnije su pljačke Stjepana Bocskaya (1604.) Imre Thökölya (1679.) i Berečenja i Očkaja (1707.). Nakon teških vremena grad je počeo dobivati povlastice od mađarskih kraljeva i uživao je bolji status od okolnih naselja. Međutim ovakva pozicija grada je nestala ukidanjem svih povlastica 1886. godine.
Grad je ušao u sastav Čehoslovačke 1918. godine. Tvornica streljiva Rot je prebačena iz Bratislave u Povašku Bistricu 1929. godine što je mnogo popravilo ekonomsku situaciju u gradu.
Nakon Drugog svjetskog rata, a posebno tijekom 70-ih i 80-ih godina 20. stoljeća, grad je doživio veliki rast. Oko malog gradskog centra izgrađena su nova stambena naselja. Sam centar grada je u potpunosti izgrađen pa samim tim je danas u Povaškoj Bistrici teško pronaći povijesnu zgradu. Najveći poslodavac u gradu nakon Drugog svjetskog rata je tvornica industrijskih proizvoda "Považské strojárne".

## Stanovništvo
| Godina:     | 1993.  | 2003.   | 2013.   | 2023.   |
| ----------- | ------ | ------- | ------- | ------- |
| Broj ljudi: | 42 223 | 42 490  | 40 817  | 37 261  |
| Razlika:    |        | +0,63 % | -3,93 % | -8,71 % |

| Godina:     | 2022.  | 2023.   |
| ----------- | ------ | ------- |
| Broj ljudi: | 37 706 | 37 261  |
| Razlika:    |        | -1,18 % |

Po popisu stanovništva iz 2021. godine grad je imao 38.641 stanovnika.  Po popisu stanovništva u gradu živi najviše Slovaka:
- Slovaci – 93,57 %
- Česi – 0,63 %

Prema vjeroispovijesti najviše je rimokatolika 66,08 %, ateista 22,73 % i luterana 1,92 %.

## Gradovi prijatelji
- Rožnov pod Radhoštěm, Češka
- Bačka Palanka, Srbija

## Vanjske poveznice
- Službena stranica grada

### Ostali projekti
|  | Zajednički poslužitelj ima još gradiva o temi Považská Bystrica |